# ارس بلانکو
ارس بلانکو (نام علمی: Juniperus blancoi) نام یک گونه از سرده ارس است.